# Valentin Christov
Valentin Christov (bulgariska: Валентин Христов, azerbajdzjanska: Valentin Xristov), född 30 mars 1994 i Sjumen, Bulgarien, är en azerisk-bulgarisk tyngdlyftare. Vid världsmästerskapen i tyngdlyftning 2011 i Paris vann Christov brons i viktklassen 56 kilo. År 2012 vann han guld vid europamästerskapen i tyngdlyftning i Antalya i samma under 56-kilosviktklassen.
Christov tävlade tidigare för Bulgarien, och vid junior-EM 2009 vann han silver i viktklassen 50 kilo.

## Resultat
| År   | Mästerskap                    | Ort                    | Plats | Klass  | Resultat |
| ---- | ----------------------------- | ---------------------- | ----- | ------ | -------- |
| 2009 | Europeiska juniormästerskapen | Eilat, Israel          | 2     | –50 kg | 193 kg   |
| 2011 | Världsmästerskap              | Paris, Frankrike       | 3     | –56 kg | 276 kg   |
| 2012 | Europamästerskap              | Antalya, Turkiet       | 1     | –56 kg | 280 kg   |
| 2012 | Olympiska spel                | London, Storbritannien | 3     | –56 kg | 286 kg   |